# Aulnois (Vosges)
Pour les articles homonymes, voir Aulnois.
Aulnois est une commune française située dans le département des Vosges, en région Grand Est.

## Géographie

### Localisation
Aulnois est une petite commune rurale située dans la vallée du Bani, un sous-affluent de la Meuse.

### Géologie et relief

#### Sismicité
Commune située dans une zone  de sismicité très faible.

### Communes limitrophes
| Landaville  |         | Ollainville |
| Beaufremont | Aulnois |             |
|             |         | Hagnéville  |

### Voies de communications et transports

#### Voies routières
Le village est traversé par la départementale 164 entre Neufchâteau (15 km) et Bulgnéville (7 km). L'accès à l'autoroute A31 se fait dans cette dernière ville. On peut aussi relier Châtenois à 8 km par la départementale 16.

#### Transports en commun
- Fluo Grand Est.

#### Lignes SNCF
La ligne SNCF qui traverse la commune ne sert plus qu'au transport de marchandises entre Neufchâteau et Gironcourt-sur-Vraine.

### Hydrographie et les eaux souterraines
Hydrogéologie et climatologie : Système d’information pour la gestion des eaux souterraines du bassin Rhin-Meuse :
Territoire communal : Occupation du sol (Corinne Land Cover); Cours d'eau (BD Carthage),
Géologie : Carte géologique; Coupes géologiques et techniques,
 Hydrogéologie : Masses d'eau souterraine; BD Lisa; Cartes piézométriques.

#### Réseau hydrographique
La commune est située dans le bassin versant de la Meuse au sein du bassin Rhin-Meuse. Elle est drainée par le ruisseau le Bani,.
Le Bani, d'une longueur totale de 11,7 km, prend sa source dans la commune de Hagnéville-et-Roncourt et se jette  dans le Mouzon à Circourt-sur-Mouzon, après avoir traversé six communes.

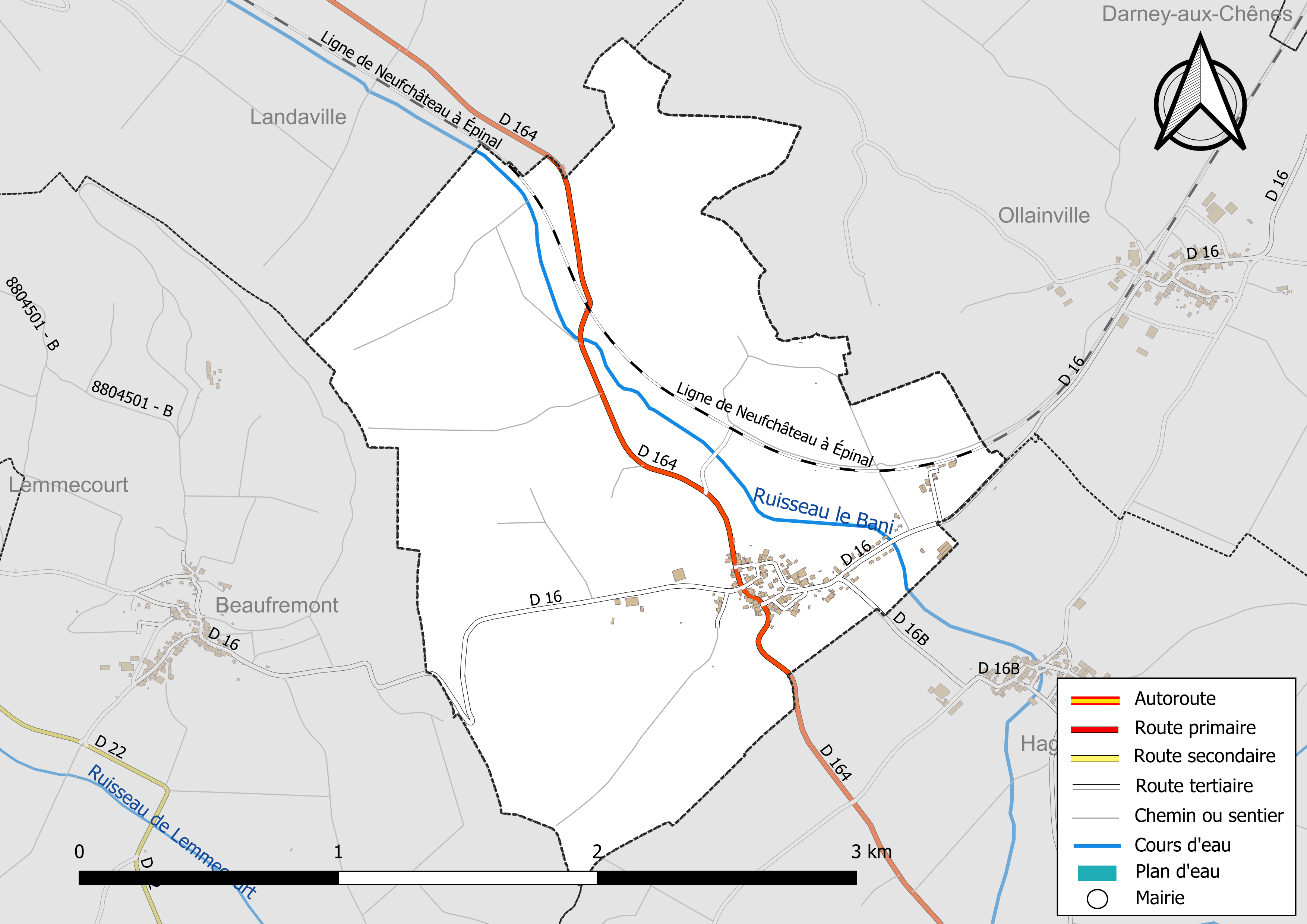
Réseaux hydrographique et routier d'Aulnois.

#### Gestion et qualité des eaux
Le territoire communal est couvert par le schéma d'aménagement et de gestion des eaux (SAGE) « Nappe des Grès du Trias Inférieur ». Ce document de planification, dont le territoire comprend le périmètre de la zone de répartition des eaux de la nappe des Grès du trias inférieur (GTI), d'une superficie de 1 497 km2,  est en cours d'élaboration. L’objectif poursuivi est de stabiliser les niveaux piézométriques de la nappe des GTI et atteindre l'équilibre entre les prélèvements et la capacité de recharge de la nappe. Il doit être cohérent avec les objectifs de qualité définis dans les SDAGE Rhin-Meuse et Rhône-Méditerranée. La structure porteuse de l'élaboration et de la mise en œuvre est le conseil départemental des Vosges.
La qualité des eaux de baignade et des cours d’eau peut être consultée sur un site dédié géré par les agences de l’eau et l’Agence française pour la biodiversité.

### Climat
Pour des articles plus généraux, voir Climat du Grand Est et Climat des Vosges.
En 2010, le climat de la commune est de type climat de montagne, selon une étude du Centre national de la recherche scientifique s'appuyant sur une série de données couvrant la période 1971-2000. En 2020, Météo-France publie une typologie des climats de la France métropolitaine dans laquelle la commune est exposée à un climat océanique altéré et est dans la région climatique Lorraine, plateau de Langres, Morvan, caractérisée par un hiver rude (1,5 °C), des vents modérés et des brouillards fréquents en automne et hiver.
Pour la période 1971-2000, la température annuelle moyenne est de 9,4 °C, avec une amplitude thermique annuelle de 16,8 °C. Le cumul annuel moyen de précipitations est de 965 mm, avec 13,2 jours de précipitations en janvier et 9,3 jours en juillet. Pour la période 1991-2020, la température moyenne annuelle observée sur la station météorologique de Météo-France la plus proche, « St Ouen-lès-Parey_sapc », sur la commune de Saint-Ouen-lès-Parey à 8 km à vol d'oiseau, est de 10,0 °C et le cumul annuel moyen de précipitations est de 806,8 mm. 
La température maximale relevée sur cette station est de 39,4 °C, atteinte le 25 juillet 2019 ; la température minimale est de −22 °C, atteinte le 20 décembre 2009,,.
Les paramètres climatiques de la commune ont été estimés pour le milieu du siècle (2041-2070) selon différents scénarios d'émission de gaz à effet de serre à partir des nouvelles projections climatiques de référence DRIAS-2020. Ils sont consultables sur un site dédié publié par Météo-France en novembre 2022.

## Urbanisme

### Typologie
Au 1er janvier 2024, Aulnois est catégorisée commune rurale à habitat dispersé, selon la nouvelle grille communale de densité à sept niveaux définie par l'Insee en 2022.
Elle est située hors unité urbaine. Par ailleurs la commune fait partie de l'aire d'attraction de Neufchâteau, dont elle est une commune de la couronne,. Cette aire, qui regroupe 72 communes, est catégorisée dans les aires de moins de 50 000 habitants,.

### Occupation des sols
L'occupation des sols de la commune, telle qu'elle ressort de la base de données européenne d’occupation biophysique des sols Corine Land Cover (CLC), est marquée par l'importance des territoires agricoles (74,1 % en 2018), une proportion identique à celle de 1990 (74,1 %). La répartition détaillée en 2018 est la suivante : 
prairies (62,5 %), forêts (20,2 %), zones agricoles hétérogènes (7,8 %), zones urbanisées (5,7 %), terres arables (3,8 %). L'évolution de l’occupation des sols de la commune et de ses infrastructures peut être observée sur les différentes représentations cartographiques du territoire : la carte de Cassini (XVIIIe siècle), la carte d'état-major (1820-1866) et les cartes ou photos aériennes de l'IGN pour la période actuelle (1950 à aujourd'hui).

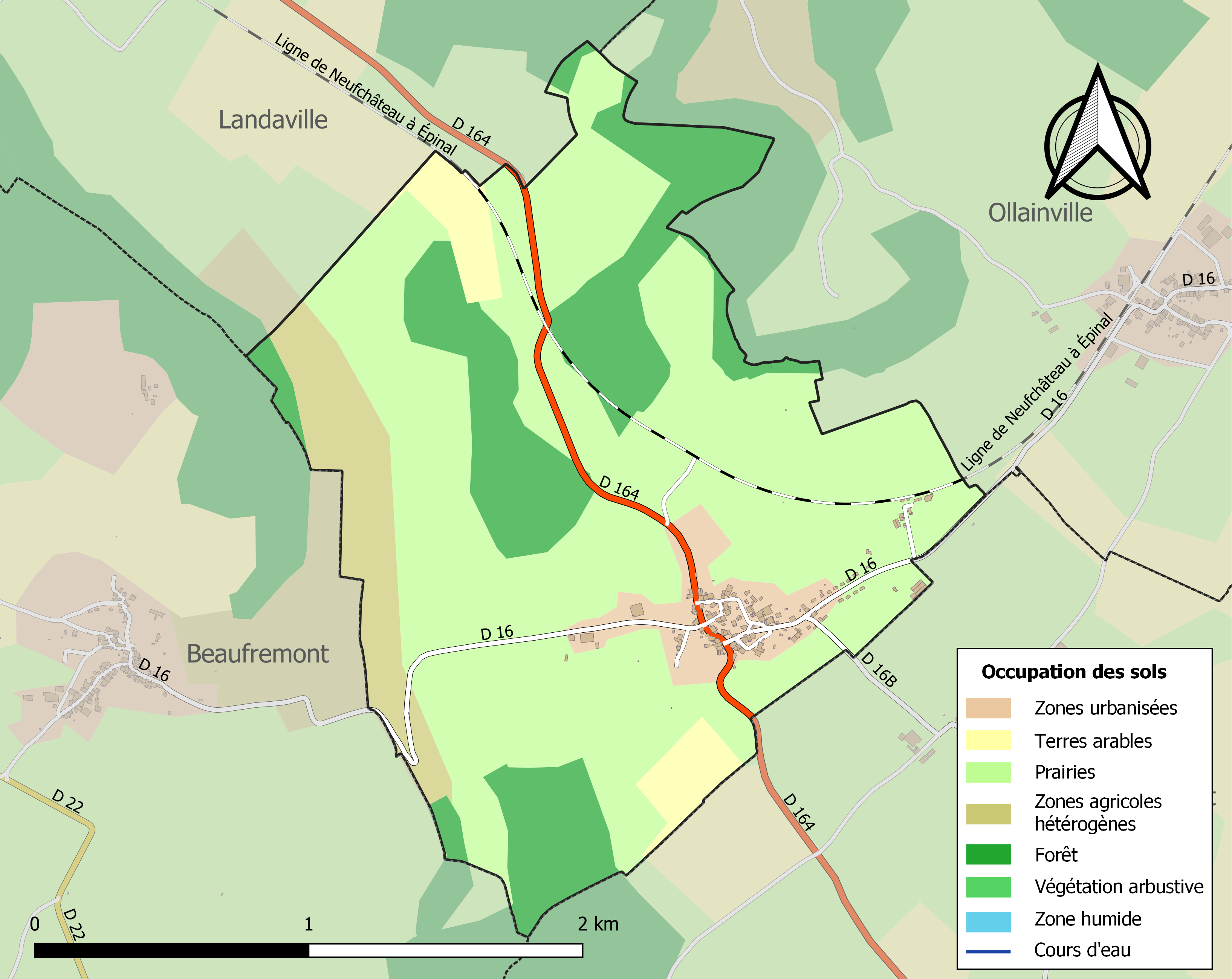
Carte des infrastructures et de l'occupation des sols de la commune en 2018 (CLC).

## Toponymie
Le nom de la localité est attesté sous les formes A. de Alnaco (avant 1111) ; Alnoy (1179) ; Aunoi (1210) ; Aunoy (1302) ; De Alneto subtus Boffremoutem (1402) ; Aulnoy (1465) ; Aunal (1475) ; Aulnay (1484) ; Aulnois (XVIe siècle) ; Anoy (XVIIe siècle) ; Aulnoy sous Beaufremont (1711) ; Aulnoys, Aulnoi, Aulnois sous Beaufremont, Aulnoy sous Boufraumont.

Du latin alnetum « bois d ' aunes » ; -etum devient -ei, -oi; -s parasite.

## Histoire
La carte archéologique signale la présence d'un groupe de 9 tumuli datant du Hallstatt au lieu-dit Bois Banal, au bord de la R.D. 164. Le site d'une villa romaine est aussi mentionné à l'ouest du village, au lieu- dit « Chaufour ». Des vestiges de constructions repérés au pied de la côte de Beaufremont, qui suggèrent que le village primitif se trouvait à plus de 500 mètres à l'ouest du village actuel.
Sous l'ancien régime, Aulnois dépendait du diocèse de Toul, doyenné de Châtenois, et de la seigneurie de Beaufremont (bailliage de Neufchâteau), dont le château se situait à 2 km au-dessus du village.

## Politique et administration
| Période                                  | Période                   | Identité       | Étiquette | Qualité |
| ---------------------------------------- | ------------------------- | -------------- | --------- | ------- |
| Les données manquantes sont à compléter. |                           |                |           |         |
| fevrier 1981                             | mars 2008                 | Claude Lelu    |           |         |
| mars 2008                                | En cours (au 25 mai 2020) | Alain Mougenel | DVG       | Cadre   |

### Budget et fiscalité 2022

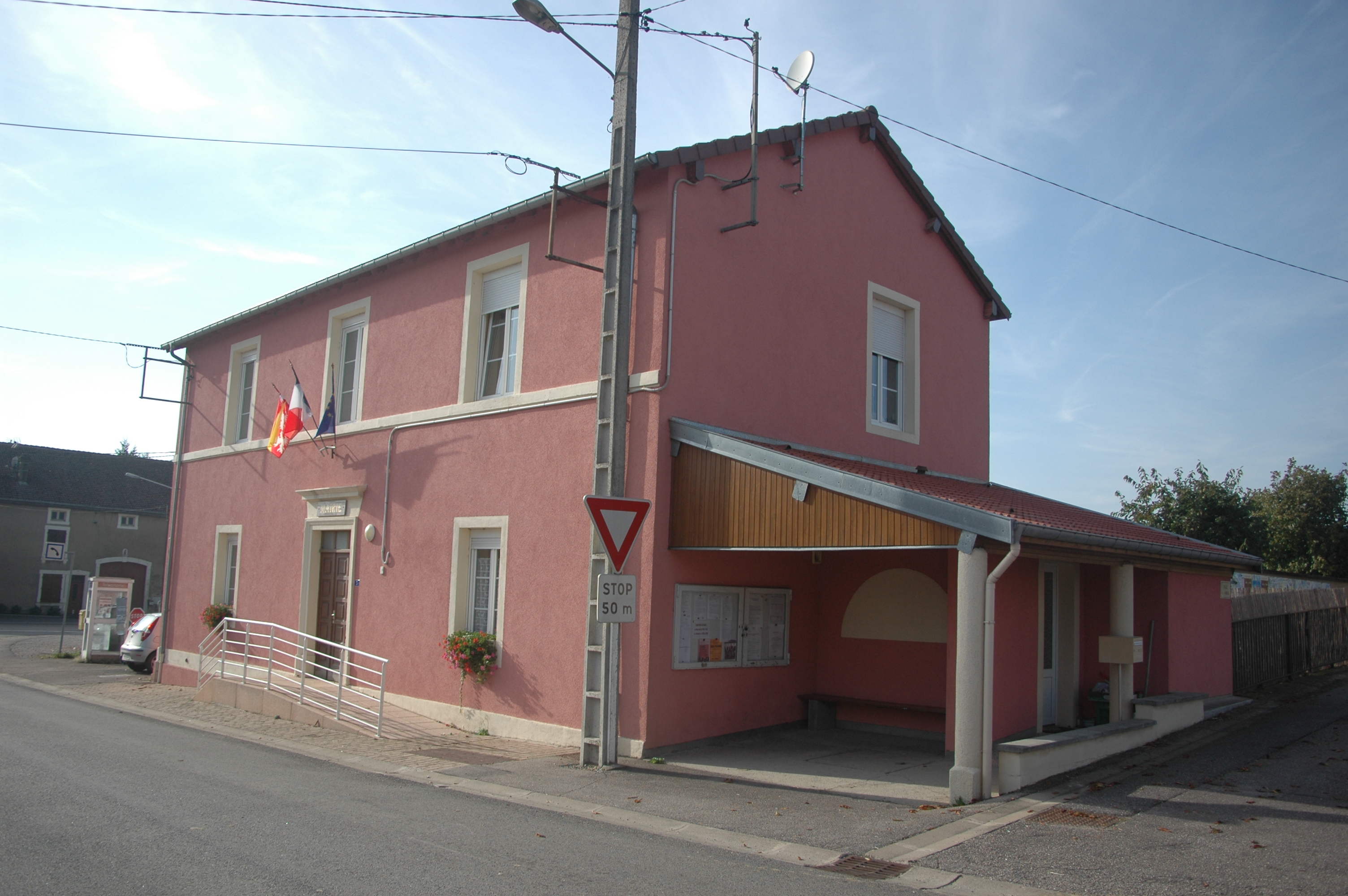
La mairie.

En 2022, le budget de la commune était constitué ainsi :
- total des produits de fonctionnement : 135 000 €, soit 787 € par habitant ;
- total des charges de fonctionnement : 128 000 €, soit 747 € par habitant ;
- total des ressources d'investissement : 7 000 €, soit 38 € par habitant ;
- total des emplois d'investissement : 31 000 €, soit 182 € par habitant ;
- endettement : 37 000 €, soit 216 € par habitant.

Avec les taux de fiscalité suivants :
- taxe d'habitation : 26,60 % ;
- taxe foncière sur les propriétés bâties : 47,93 % ;
- taxe foncière sur les propriétés non bâties : 31,13 % ;
- taxe additionnelle à la taxe foncière sur les propriétés non bâties : 38,75 % ;
- cotisation foncière des entreprises : 20,38 %.

Chiffres clés Revenus et pauvreté des ménages en 2021 : médiane en 2021 du revenu disponible, par unité de consommation : 22 560 €.

## Population et société

### Démographie

#### Évolution démographique
L'évolution du nombre d'habitants est connue à travers les recensements de la population effectués dans la commune depuis 1793. Pour les communes de moins de 10 000 habitants, une enquête de recensement portant sur toute la population est réalisée tous les cinq ans, les populations de référence des années intermédiaires étant quant à elles estimées par interpolation ou extrapolation. Pour la commune, le premier recensement exhaustif entrant dans le cadre du nouveau dispositif a été réalisé en 2008.

En 2022, la commune comptait 165 habitants, en évolution de +4,43 % par rapport à 2016 (Vosges : −2,96 %, France hors Mayotte : +2,11 %).
| 1793 | 1800 | 1806 | 1821 | 1831 | 1836 | 1841 | 1846 | 1856 |
| ---- | ---- | ---- | ---- | ---- | ---- | ---- | ---- | ---- |
| 252  | 288  | 305  | 297  | 270  | 255  | 250  | 302  | 267  |

| 1861 | 1866 | 1876 | 1881 | 1886 | 1891 | 1896 | 1901 | 1906 |
| ---- | ---- | ---- | ---- | ---- | ---- | ---- | ---- | ---- |
| 251  | 247  | 232  | 244  | 257  | 243  | 243  | 211  | 196  |

| 1911 | 1921 | 1926 | 1931 | 1936 | 1946 | 1954 | 1962 | 1968 |
| ---- | ---- | ---- | ---- | ---- | ---- | ---- | ---- | ---- |
| 186  | 181  | 164  | 161  | 161  | 139  | 157  | 141  | 146  |

| 1975 | 1982 | 1990 | 1999 | 2006 | 2008 | 2013 | 2018 | 2022 |
| ---- | ---- | ---- | ---- | ---- | ---- | ---- | ---- | ---- |
| 149  | 134  | 141  | 123  | 142  | 148  | 154  | 164  | 165  |

### Enseignement
Établissements d'enseignements :
- Écoles maternelles et primaires à Landaville, Rouvres-la-Chétive, Châtenois, Bulgnéville, La Neuveville-sous-Châtenois, Circourt-sur-Mouzon.
- Collèges à Châtenois, Mandres-sur-Vair, Neufchâteau, Contrexéville.
- Lycées à Neufchâteau, Contrexéville.

### Santé
Professionnels et établissements de santé :
- Médecins à Bulgnéville, Châtenois, Vrécourt, Contrexéville, Neufchâteau, Gironcourt-sur-Vraine.
- Pharmacies à Bulgnéville, Châtenois, Vrécourt, Contrexéville, Neufchâteau, Gironcourt-sur-Vraine, Vittel.
- Hôpitaux à Neufchâteau, Vittel, Lamarche, Mattaincourt.

### Cultes
- Culte catholique, Paroisse Saint-Basle-de-la-Plaine[32], Diocèse de Saint-Dié.

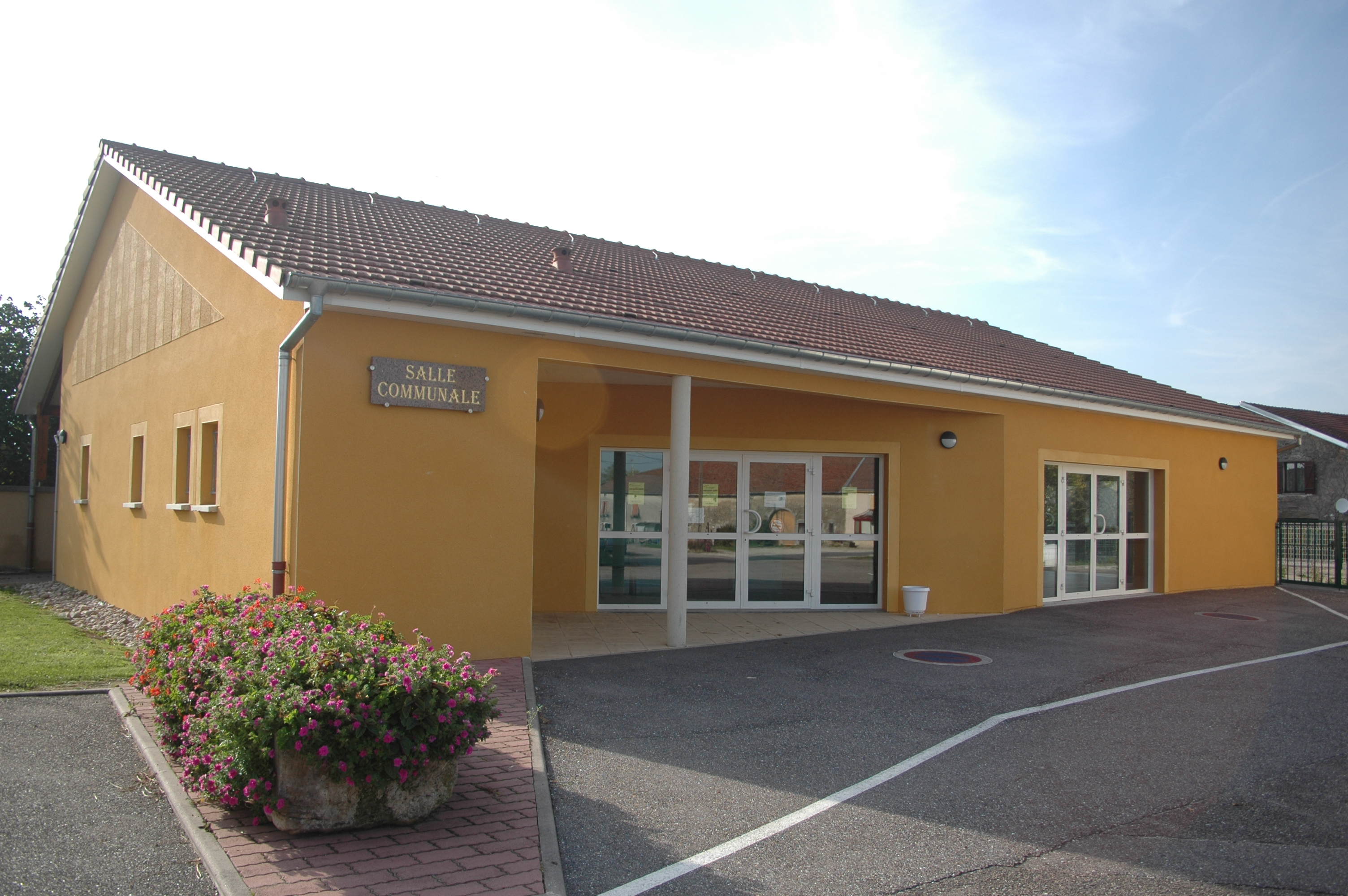
La salle des fêtes d'Aulnois.

### Manifestations culturelles et festivités
La fête patronale se déroule le 4e dimanche d'octobre.

## Économie

### Entreprises et commerces

#### Agriculture
- Culture de céréales, de légumineuses et de graines oléagineuses.
- Élevage d'ovins et de caprins.
- Élevage de vaches laitières.
- Élevage de chevaux et d'autres équidés.

#### Tourisme
- Hébergements et restauration à Bulgnéville, Châtenois, Contrexéville, Saint-Paul.

#### Commerces
- Commerces et services de proximité.

## Culture locale et patrimoine

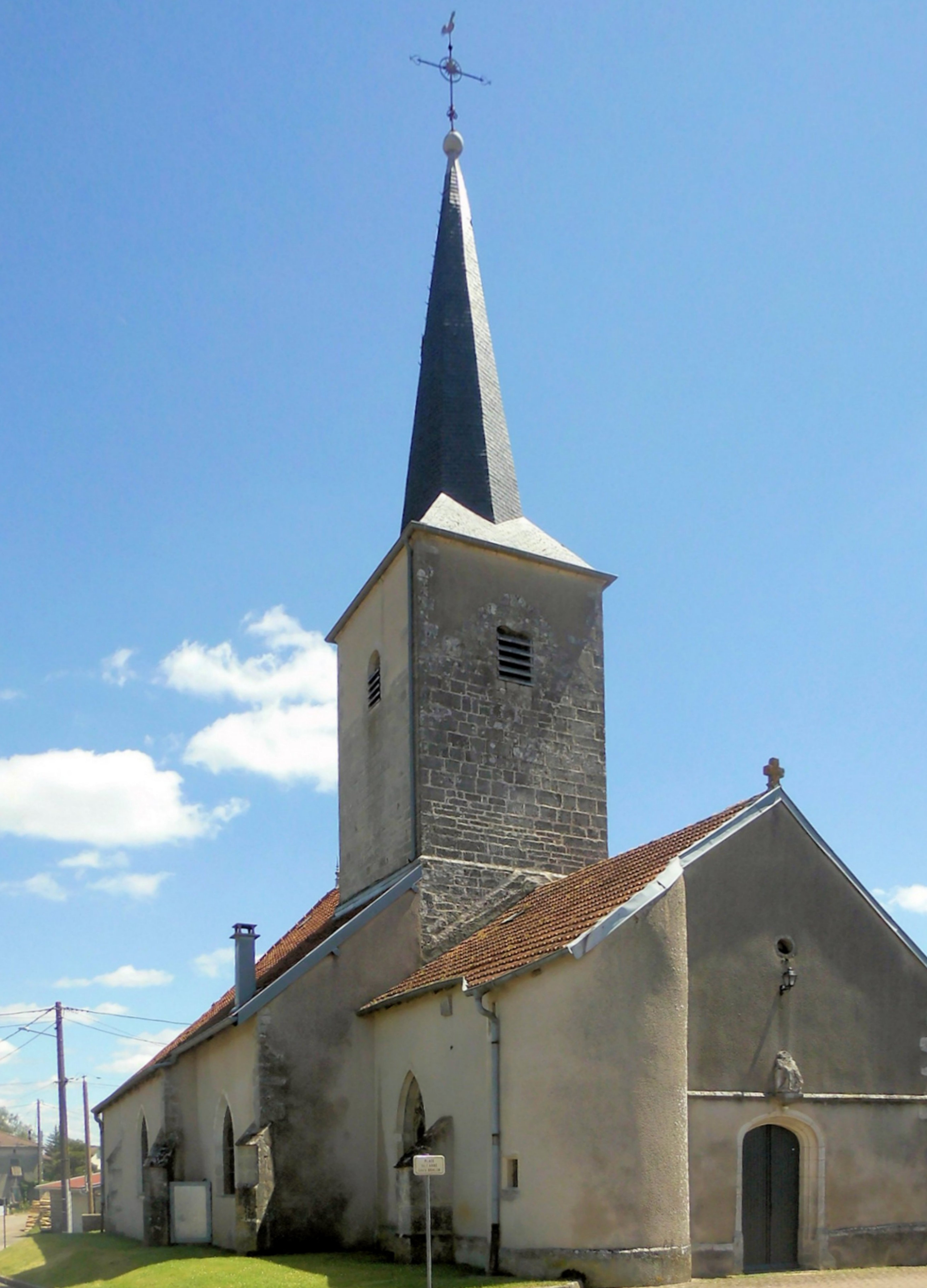
L'église de la Conversion-de-Saint-Paul.
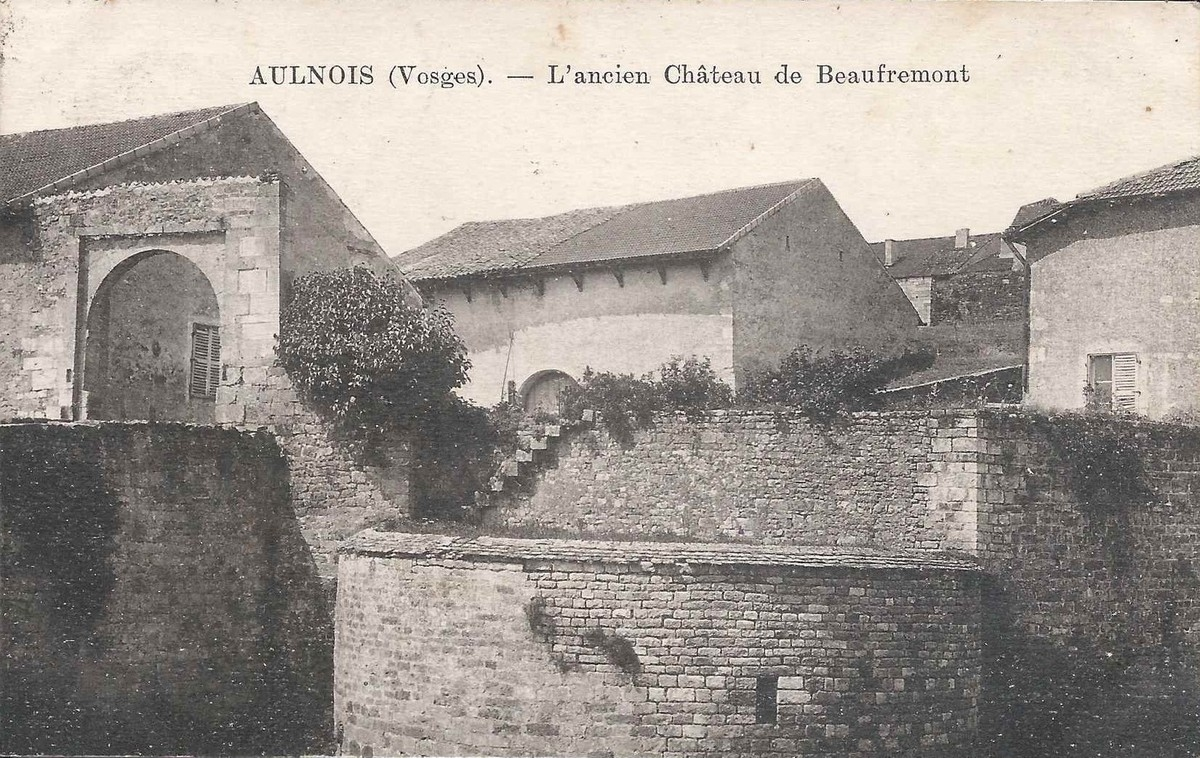
Carte postale de l'ancien château vers 1910.
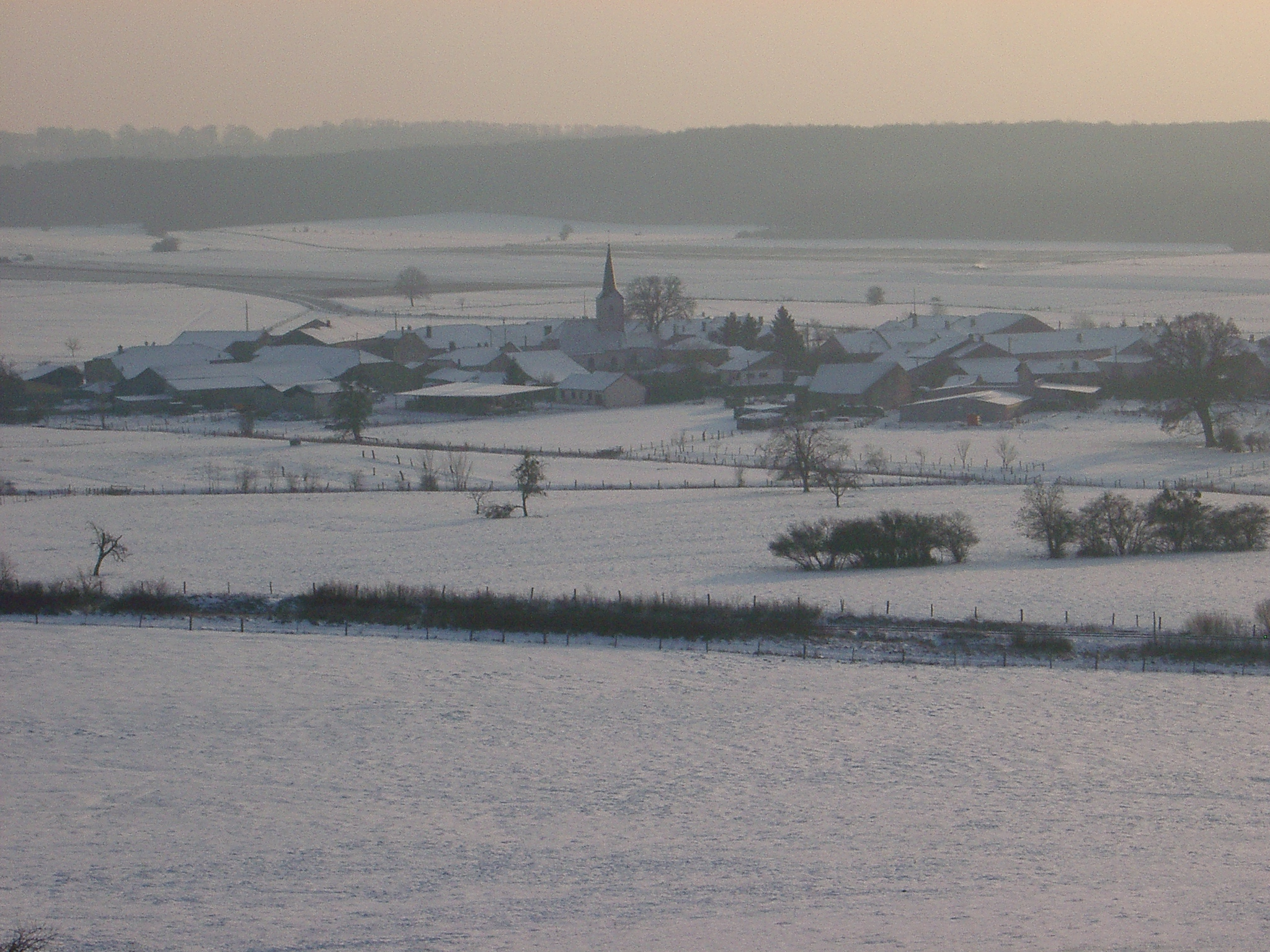
Vue générale.

### Lieux et monuments

#### Vestiges préhistoriques et antiques
- Présence romaine : restes de mosaïques, bassin, débris de poterie, briques.

#### Architecture sacrée
- Église de la Conversion-de-Saint-Paul, remaniée XVIe siècle[33],[34],[35] : chapelle Saint-Paul XVe siècle, vestiges de fresque, piscine surmontée d'un trilobe flamboyant aux armes des Vergy, statues, dans le transept (croisillon sud) : clé de voûte sculptée du sceau de Salomon, d'une équerre et d'un marteau (marque certaine de l'atelier des maçons constructeurs de l'édifice).

Orgue acheté d'occasion, livré par Roethger en 1955,.
statue Sainte Madeleine.
statue Saint Paul.
- Croix de carrefour avec statue de saint Paul XVIe siècle.
- Oratoire.

#### Patrimoine rural
- Patrimoine architectural rural recensé par le service de l'Inventaire général du patrimoine culturel :

Maisons et fermes.

### Personnalités liées à la commune
- Rosalie Drouot (1791-1826), peintre française née à Aulnois

### Héraldique
| Blason | Blasonnement : Parti de gueules à trois quintefeuilles d'or mis en orle sur le flanc dextre ; et coupé d'azur à l'épée renversée d'argent et d'argent à la branche d'aulne de sinople, feuillée fleurie et fruitée au naturel. Commentaires : Les trois quintefeuilles rappellent la famille De Vergy qui était seigneur du lieu. L'épée est celle de saint Paul, patron de l'église. La branche d'aulne évoque le nom de la localité : Aulnois,. |

## Pour approfondir